# Buzás Pál
Buzás Pál (Bánffyhunyad, 1939. március 3. – 2025. március 25.) erdélyi magyar zenetanár, zongoraművész, karnagy, népzenegyűjtő, közíró.

## Életpályája
1962-ben elvégezte a kolozsvári Gheorghe Dima Zenekonzervatóriumot. Ettől kezdve Kolozsváron élt. 1962 és 1964 között a kolozsvári filharmónia zongoristája, 1963-tól a zeneiskola (ma Sigismund Toduță Zenei Főgimnázium) zongoratanára, 1991-től 2000-ig a helybeli zeneakadémia óraadó tanára. 1965 óta egyéni és kamarazene-hangversenyeken lépett fel Erdély nagyobb városaiban, 1969 óta külföldön is vendégszerepelt. 1972 óta karvezetőként is dolgozott.
Szülőföldjéhez való ragaszkodása folytán 1994-től jelentek meg cikkei a Kalotaszeg című lapban, amelynek főszerkesztő-helyettes is volt. 2000-től a Riszeg-tetői Ifjúsági Népdalvetélkedő szervezője volt. 2004-ben a Kolozsvári Magyar Operában Négy évtized a zongorapedagógia szolgálatában címmel dokumentumkiállítást és hangversenyt szervezett.

## Munkássága
Kutatási területe Kalotaszeg népzenéje és művelődéstörténete volt.

### Fontosabb előadásai
- Szarvasének – Bartók Béla-összeállítás (1970–1971, 1981, Banner Zoltánnal)

- Romániai magyar szerzők zongoraművei (1973–1974)

- Kodály Zoltán zongoraművei (1973, 1982),

- XIII. kecskeméti nép-zenetalálkozó (1994, a bánffyhunyadi énekkarral)

### Kottakiadások
- Kalotaszegi népdalfeldolgozások (1993)

- Szórakaténusz (2004, 2006, 2008)

- Művek két zongorára (2005)

- Vermesy Péter: Zongoratriók (2009)

### Kötetei (válogatás)
- Csillagzatok; Kalotaszeg Kft., Bánffyhunyad, 1993 (Kalotaszegi füzetek)
- Kalotaszegi irodalmi breviárium, 2008
- Kalotaszegi kötődések, 2008
- Bánffyhunyad és vidéke. Válogatott cikkek és tanulmányok; Művelődés–Szentimrei Alapítvány, Kolozsvár–Sztána, 2010 (Sztánai füzetek)
- Kalotaszeg antológia, 1-2. (1990–2008), Művelődés Kiadó, Kolozsvár, 2010–2011
- Kalotaszeg antológia (1890–1891), Művelődés Kiadó, 2012
- Fehér könyv, Kolozsvári Művelődés Egyesület, 2021

### Cikkei (válogatás)
Online hozzáférés
- Sárdi István, az éltében-holtában balsorsú képzőművész, Művelődés, 2009. április
- Az Essig család és a zsoboki–kalotaszegi, Művelődés, 2008 május
- Művészet és közösség. Beszélgetés Kós Katival, Művelődés, 2008. október
- A rókaszemű menyecske. Kovács Ágnes kalotaszegi mesegyűjteménye, Művelődés, 2008. április
- A bánffyhunyadi harangszavú pap: Ignácz Károly (1837–1911), Művelődés, 2008. március
- Kristófi János Zsigmond, Művelődés, 2006. február
- Születésnapi köszöntő, Művelődés, 2005. november–december
- Kós Károly két ismeretlen levele Buzás Lajoshoz, Művelődés, 2005. március

Munkásságát rádiós és televíziós felvételek dokumentálják. Közírói tevékenysége könyvekben és cikkekben maradt meg.

## Társasági tagság
- Romániai Magyar Zenetársaság
- Pro Kalotaszeg Kulturális Egyesület, alapító tag, 1999-től 2001-ig elnök.

## Díjak, elismerések
- Liszt Ferenc-jelvény (1986)
- Nagy István-díj (2003)
- Kiváló oktatói-nevelői díj (2005)
- Ezüstgyopár díj (2007)
- Bartók-kurzus (Budapest)
- Magyar Művészeti Akadémia (MMA) tagozati díja (2022)